# Rózsa
A rózsa (Rosa), a rózsafélék (Rosaceae) családjába tartozó egyik növénynemzetség, illetve az ide tartozó cserjék virága.
Kb. 200 rózsafajt tart számon a tudomány, ezeknek a többsége az északi félgömbre, főleg a mérsékelt égövre jellemző növény, néhány faj Mexikóban, a Fülöp-szigeteken és Etiópiában honos. A botanikai fajok (nem nemesítettek) hajtásai tüskések, szőrösek vagy ritkán kopaszak; cserje- vagy kúszónövény-alkatúak. Magasságuk 2–5 m, a kúszó fajoké 20 m is lehet. Fajaik nagyon változékonyak, könnyen kereszteződnek egymással, ami nagyon megnehezíti elkülönítésüket.
A név a latin rosa főnévből eredeztethető, amelyet az ógörög nyelv hagyatékait is őrző oszk nyelvből kölcsönzött (rhodon, aiol formában: wrodon), ezen kívül a szó gyökerei lelhetők fel az arámi wurrdā, az asszír wurtinnu, az óiráni *warda (vö. örmény: vard, aveszta: warda, szogd: ward, párthus: wâr) nyelvekben.

## Jellemzők

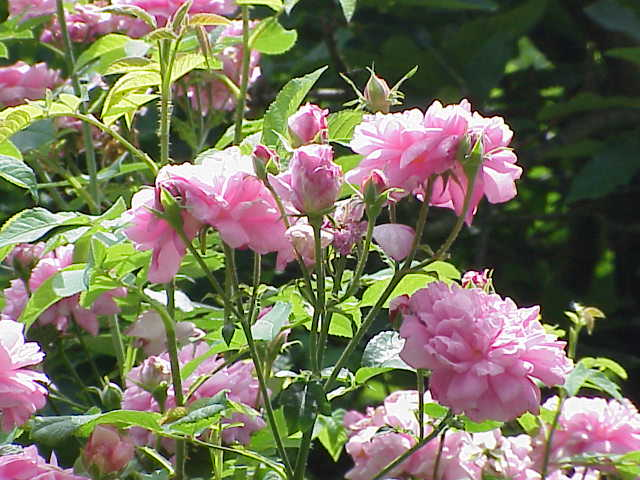
Rosa damascena

A rózsák többsége lombhullató, de néhány (főleg a Délkelet-Ázsiában őshonos) faj örökzöld vagy télizöld.
A levelek összetettek, 5–9 (helyenként akár 3–13) levélkével és pálhával; szélük csipkés, és gyakran apró tüskék találhatóak a szárak alsó részén.
A legtöbb rózsafaj virága öt sziromlevéllel rendelkezik. Kivételt képez az Ázsiában őshonos négyszirmú rózsa (Rosa sericea), amelynek gyakran csak négy sziromlevél alakul ki virágán.
Minden egyes virágszirom két könnyen felismerhető lebenyből áll, amelyek általában fehérek vagy rózsaszínűek, bár néhány faj esetén sárgák vagy pirosak is lehetnek. A sziromlevelek alatt öt csészelevél fedezhető fel (a Rosa sericea esetében négy). Ezek elég nagyok ahhoz, hogy szabad szemmel is már kellő távolságból, felülnézetből észrevehetőek legyenek, s zöld pontocskákként jelennek meg a sziromlevelek között.
A rózsafajok termése aszmagcsoport, amelyet a rózsáknál csipkebogyónak neveznek, és botanikailag áltermés, mert a magok a vacok egy részébe vannak süllyedve (nem csak a termő vesz részt a termésalakításban). A nem telt, szimpla virágú rózsákat általában rovarok porozzák be, hiszen kellemes illatuk vonzza a méheket és egyéb rovarokat.
A fajok többségének termése piros, de néhány (pl. a Rosa pimpinellifolia) sötét-bíbor vagy fekete terméseket hoz. A csipkebogyónak külső húsos rétege van, benne mintegy 5–160 mag is található, melyeket merev, vékony növényi szőrök borítanak.

### Csipkebogyó

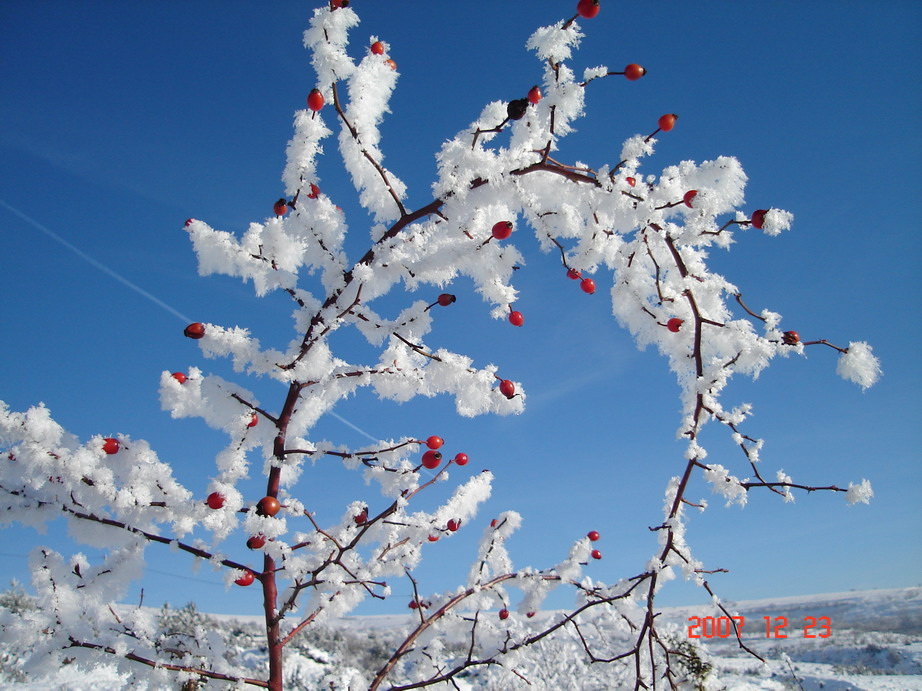
Dérlepte ág csipkebogyóval

A csipkebogyótermések nagy része egyes fajok, például a gyepűrózsa (Rosa canina) és a japán rózsa (Rosa rugosa) esetében rendkívül gazdag C-vitaminban, tartalmuk a citroménak tízszerese. A csipkebogyót növényevő-magevő madarak, például a pintyőkék, rigók és a csonttollúak fogyasztják, s ürülékük által kerülnek a magvak ismét a szabadba.
A csipkebogyó sokak által kedvelt és C-vitamin-tartalmáért nagy számban fogyasztott eledel. Gyakran préseléssel és szűréssel ún. csipkebogyószirupot készítenek belőle, mivel a termést körülvevő vékony szőröcskéket meglehetősen kellemetlen elfogyasztani (viszketéshez hasonló érzést keltenek). Így gyógyteák, gyümölcszselék és lekvárok készítéséhez alkalmazzák. A teát és a lekvárt a köznyelvben hecsedlinek, más helyeken petymegnek nevezik.

## Rendszerezés

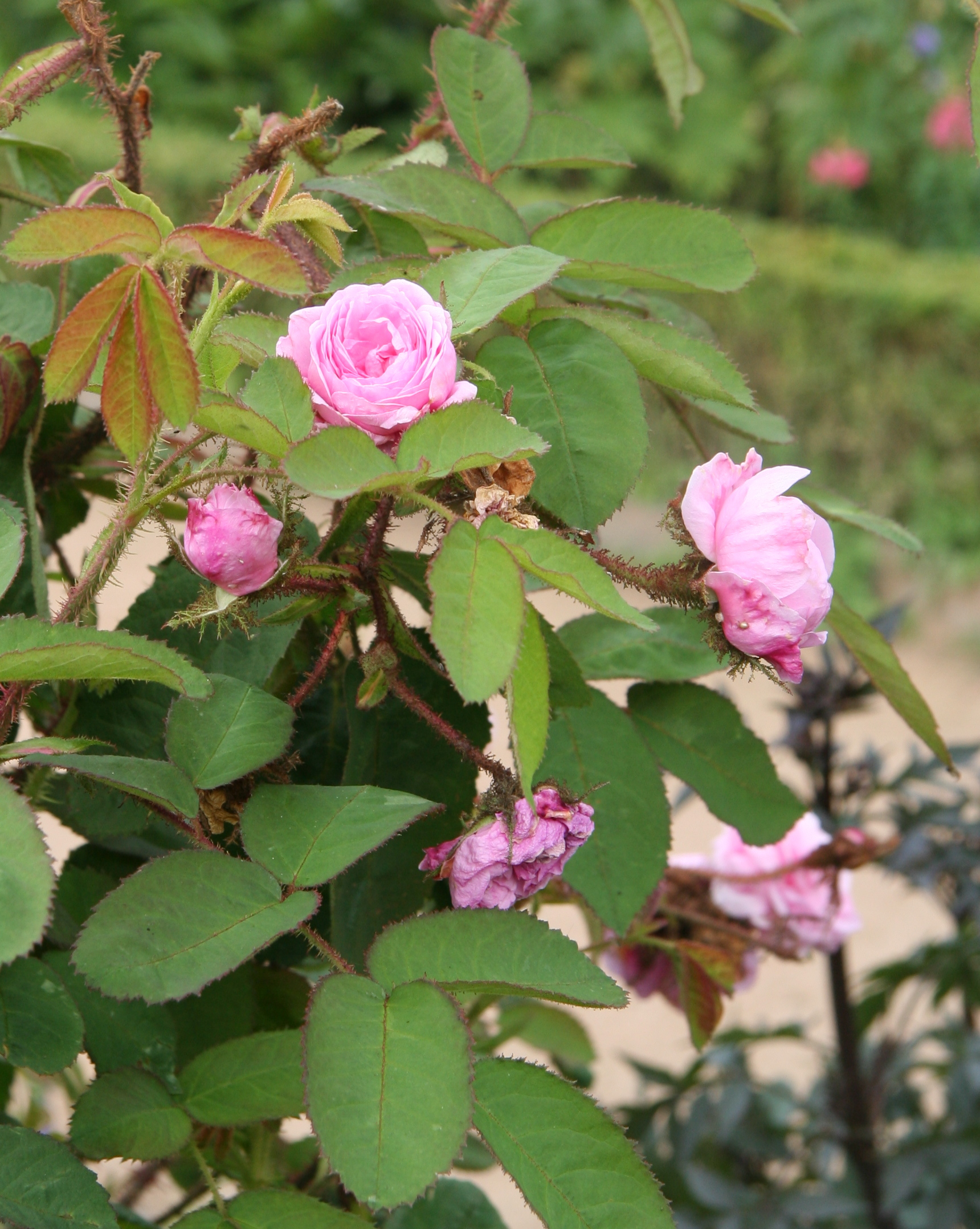
Százlevelű rózsa

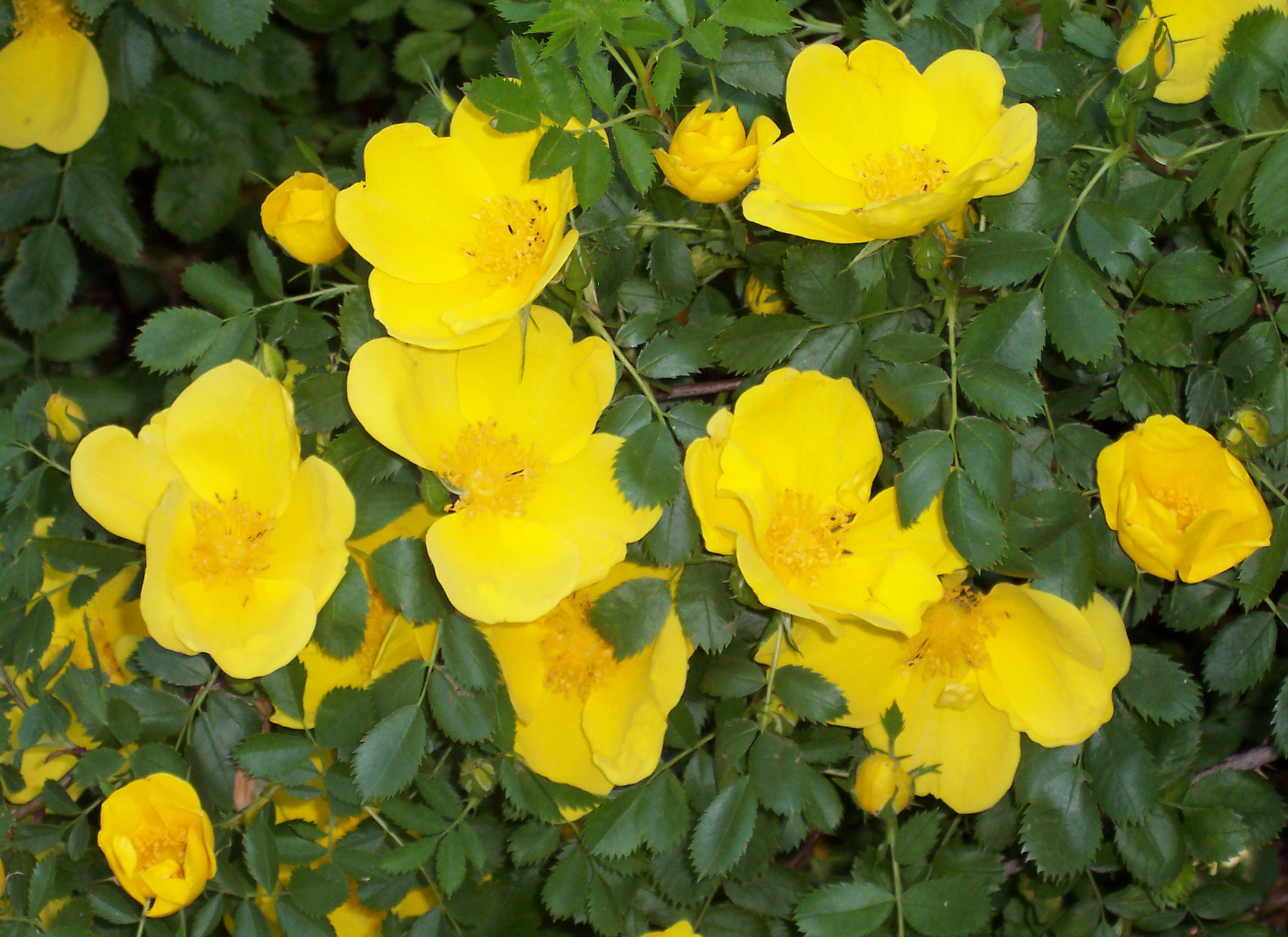
Sárga rózsa

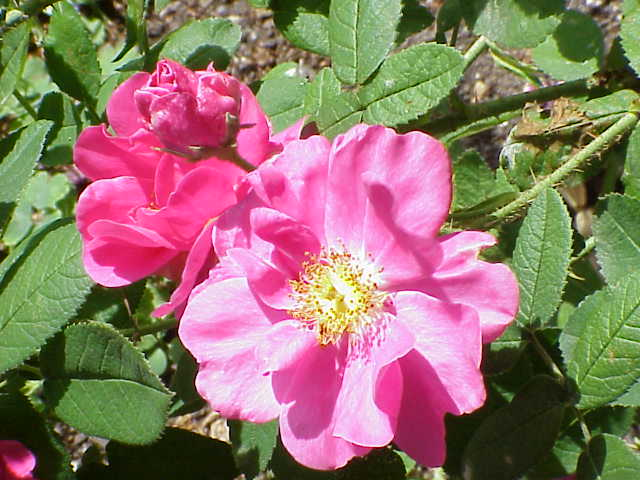
Parlagi rózsa

Az alapfajok száma rendkívül változó a folyamatosan feltáruló új információk miatt, 150–200 fajra tehető.

### Ismertebb fajok
- abesszin vadrózsa (Rosa abyssinica), Afrika egyetlen vadon élő rózsafaja
- Rosa x alba – fehér rózsa
- Rosa arvensis – erdei rózsa
- Rosa canina – gyepűrózsa
- Rosa x centifolia – százlevelű rózsa
- Rosa foetida (syn. R. lutea) – sárga rózsa
- Rosa gallica – parlagi rózsa
- Rosa glauca (syn. R. rubrifolia) – piroslevelű rózsa
- Rosa hugonis (syn. R. xanthina) – arany rózsa
- Rosa multiflora (syn. R. polyantha) – sokvirágú rózsa
- Rosa nitida – fényeslevelű rózsa
- Rosa pendulina (syn. R. alpina) – havasalji rózsa
- Rosa roxburghii (syn. R. roxburghii) – foszlókérgű rózsa
- Rosa rubiginosa (syn. R. eglanteria) – rozsdás rózsa
- Rosa rugosa – ráncoslevelű rózsa
- Rosa sancti-andreae (syn. R. villosa var. sancti-andreae) – szentendrei rózsa
- Rosa sericea (syn. R. tetrapetala) – négyszirmú rózsa
- Rosa spinosissima (syn. Rosa pimpinellifolia) – jajrózsa
- Rosa tomentosa – molyhos rózsa
- Rosa villosa (syn. R. pomifera) – gyapjas rózsa
- Rosa virginiana (syn. R. lucida) – virginiai rózsa

Magyarországon honos fajok
- vadrózsa (Rosa canina),
- jajrózsa (Rosa pimpinellifolia),
- havasalji rózsa (Rosa pendulina) Védett.
- szentendrei rózsa (Rosa sancti-andreae) Védett.

## Csoportosítás díszérték és felhasználás szerint

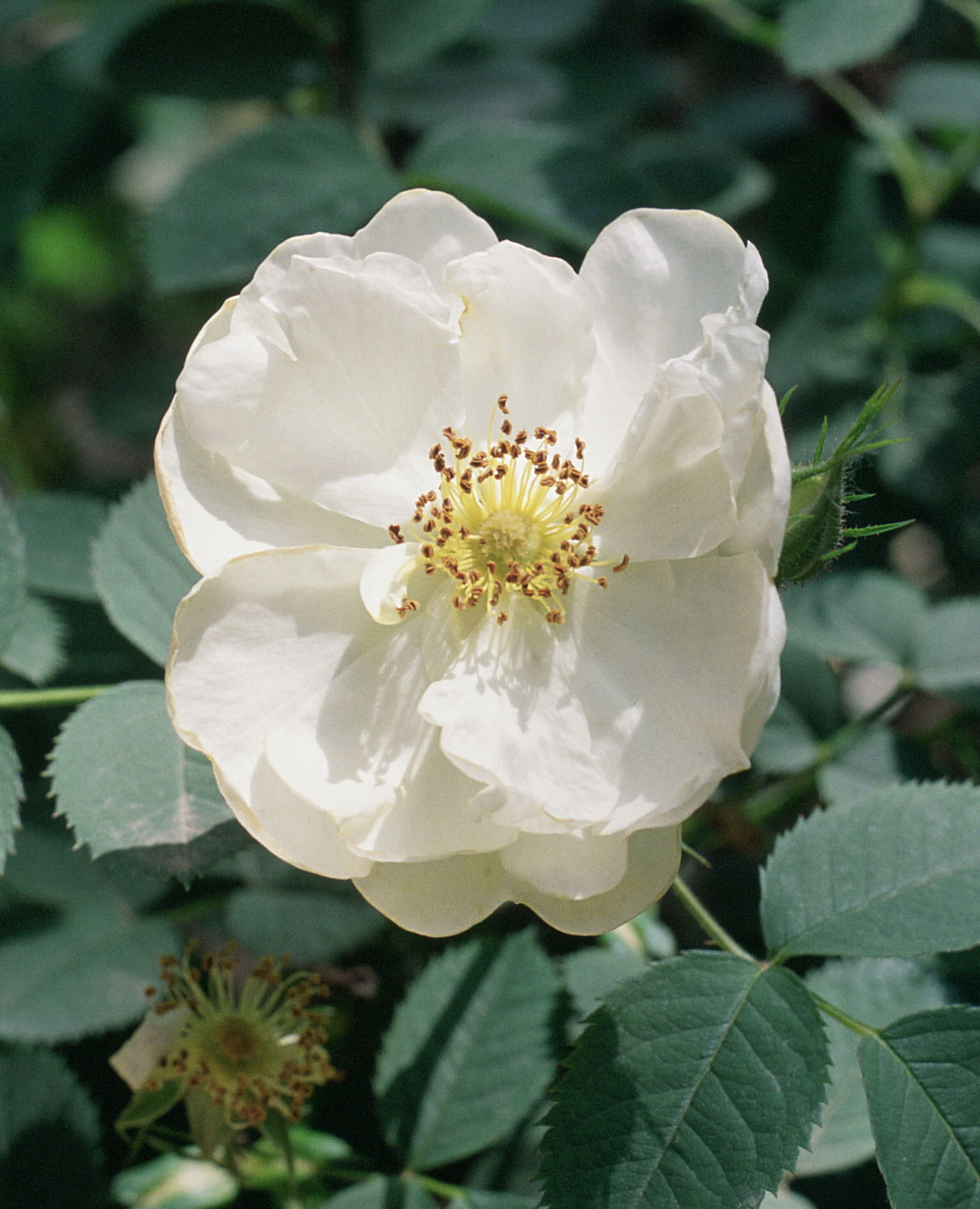
Fehér rózsa féligtelt fajta

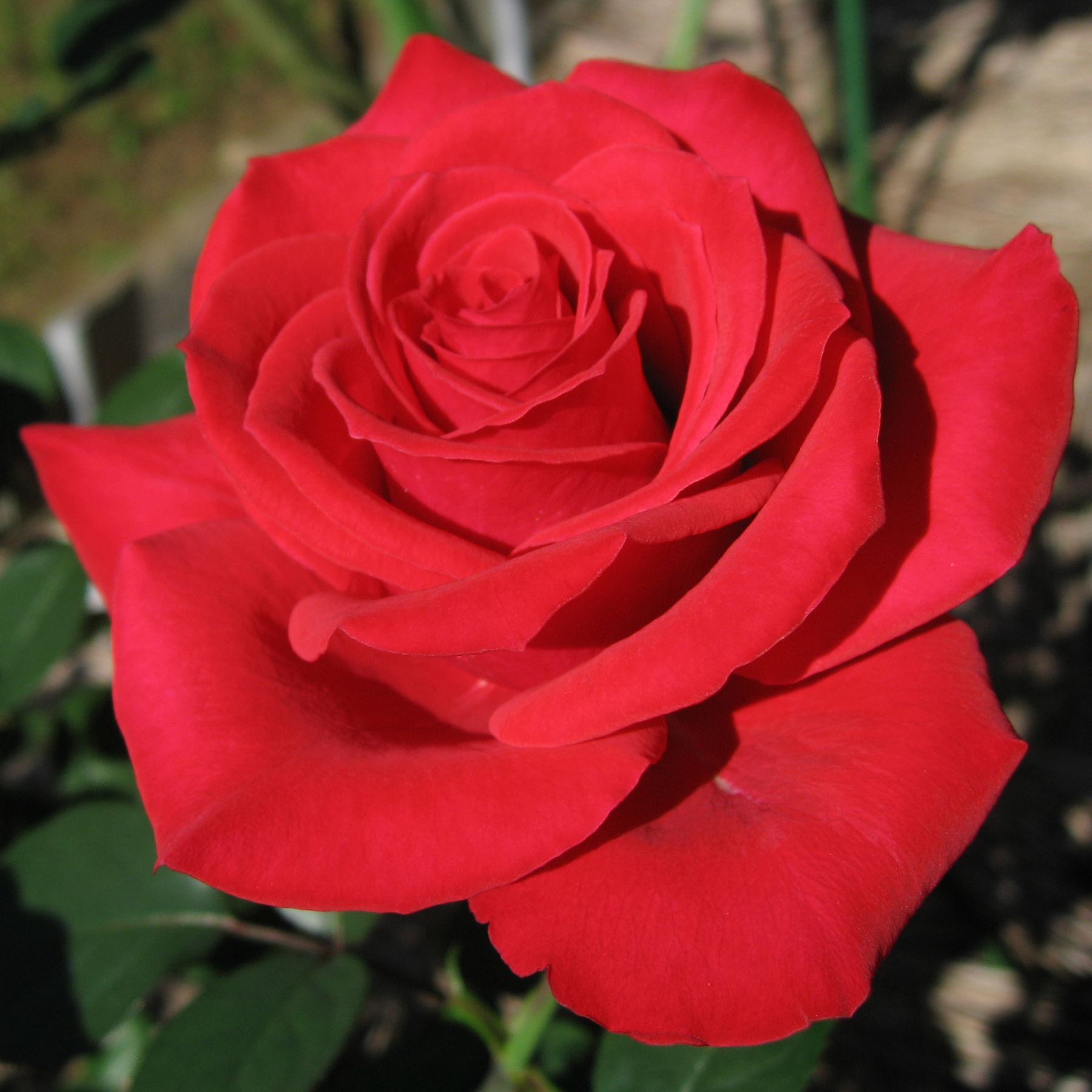
Rosa 'Red Chateau' teahibrid

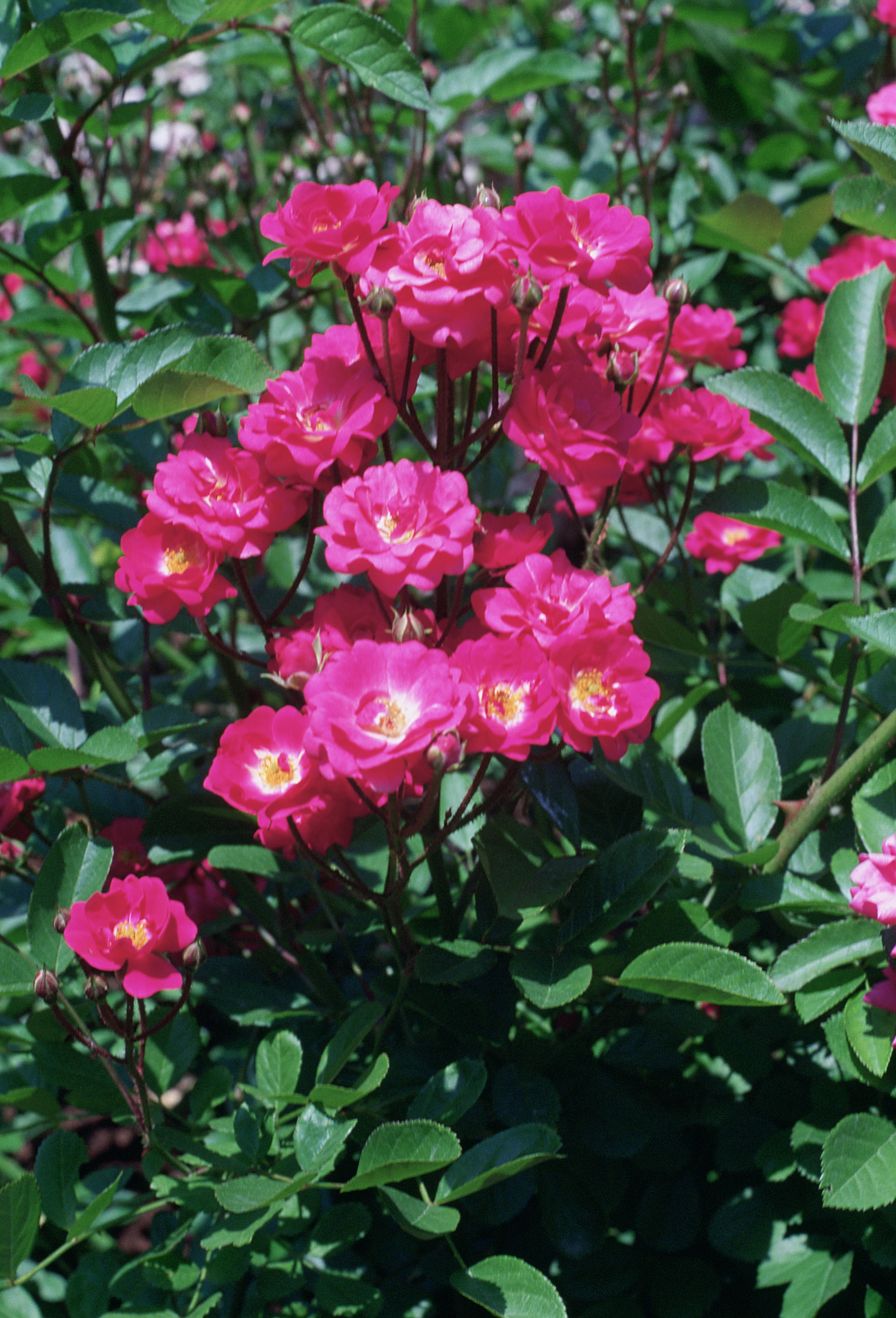
'Mme Norbert Levavasseur' polyantha rózsafajta

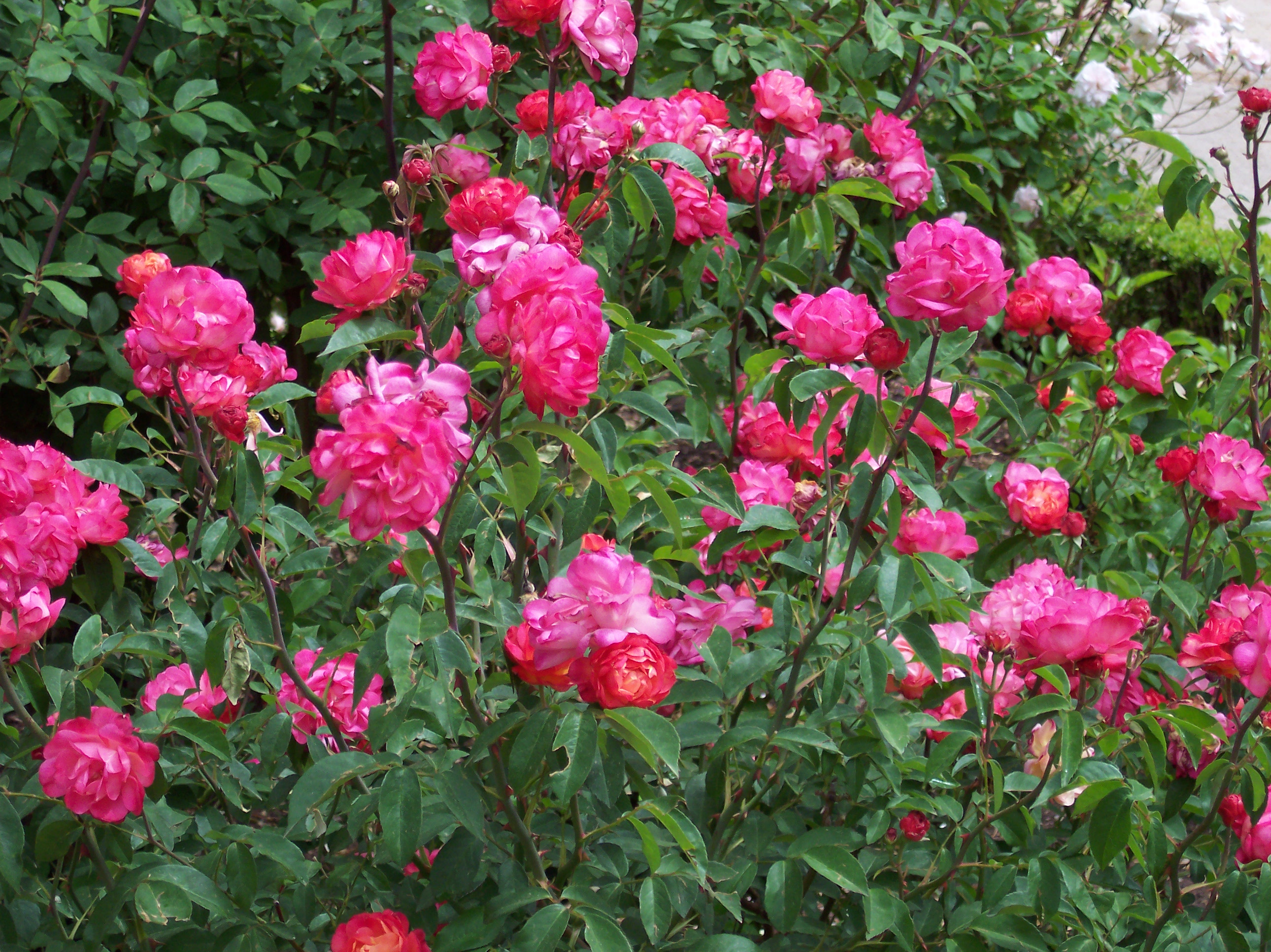
'Leonie Lamesch' floribunda rózsafajta

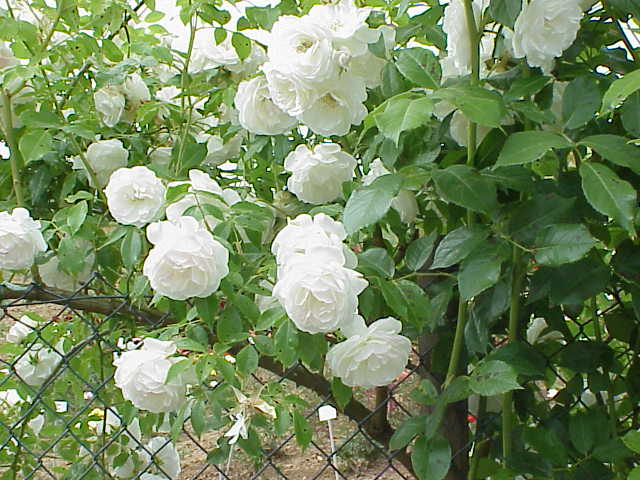
'Climbing Schneewittchen' kúszórózsa fajta

A rózsákat évezredek óta ültetik díszítő értékük miatt. Nemesítésük is több ezer éve tart, újabb, egyre szebb és ellenállóbb, különböző felhasználási célokra alkalmas növények előállítására. 
A fajták pontos botanikai besorolása szinte lehetetlen az ismeretlen időkbe visszanyúló származás, a számtalan nehezen követhető keresztezés, és a létrehozott újabb és újabb típusok miatt. Díszértékük mellett biológiai ritmusuk és igényeik is különböznek.
Az alapfajokat nemesített növények alanyaként is használják, pl. a növények szárazságtűrését növelve ezzel, de tájfásításban, szabad területekre, nagy parkokba most is felhasználhatók.
A rózsák esetében a virágok jellemzésére használt kifejezések jelentése:
- egyszerű virág: a szirmok egy körben helyezkednek el
- féltelt vagy félig telt virág: a szirmok több körben helyezkednek el, számuk 10–20, a virág középső része még látható
- telt virág: 20–40 sziromlevél
- tömvetelt virág: 40-nél több sziromlevél.[1]

### Parkrózsák és középkori rózsák
Virágaik általában nagyok, teltek, vagy szimplák. A középkori rózsák vagy hagyományos rózsák, történelmi rózsák általában erősen illatosak, de csak egyszer virágoznak a nyár elején. A kínai folytonvirágzó fajok még nem vettek részt ezen rózsák nemesítésében. Fontosabb fajok, amelyek falusi kertekben még ma is föllelhetők:
- Fehér rózsa (Rosa x alba)
- Sárga rózsa (Rosa foetida)
- Százlevelű rózsa (Rosa centifolia)
- Parlagi rózsa (Rosa gallica)
- Damaszkuszi rózsa (Rosa damascena)

A kínai 'Old Bush' és a damaszkuszi rózsa spontán hibridjeként keletkezett folytonnyíló Bourbon rózsák is ehhez a csoporthoz tartoznak.
A parkrózsák vagy bokorrózsák nem mindegyike erős illatú, nagy részük a nyár folyamán kétszer vagy esetleg többször is virágzik. Mindannyian valamivel igényesebbek a vad fajoknál, de általában edzettek, különösebb növényvédelmet vagy téli takarást nem igényelnek. Vannak alacsony és magas bokorrózsák, a magasak sövénynek is alkalmasak.
A faiskolák a két csoport képviselőit általában együtt forgalmazzák, „parkrózsák” címszó alatt. Ezek a fajták általában nagyra növő, vagy terjedő tövű bokrok, a közepesen intenzív parkok szép és nem túl igényes díszei.

### Kerti rózsák és virágágyi rózsák (nemes rózsák)
Az ide tartozó fajtatípusok többségét az utóbbi száz évben állították elő, az Európában addig elterjedt egyszer virágzó (középkori) rózsák és a Délkelet-Ázsiából behozott folytonnyíló rózsák többszörös összekeresztezésével. Virágaik teltek és többnyire illatosak. Színskálájuk a hófehértől a sárga és rózsaszínen keresztül a sötétvörösig terjed.
A nyár folyamán több hullámban, többé-kevésbé folyamatosan nyílnak. Fokozottan igényesek, azaz rendszeres metszést és folyamatos növényvédelmet kívánnak. Télire ajánlatos takarni őket. A kert kiemelt pontjaira valók, reprezentatív jelleget adnak.
A nagyvirágú vagy teahibrid fajtatípusok képviselői az 1,5-2 méter magasságot is elérhetik. Egy száron kevés (1-3, ritkán 5 db) de nagy méretű virágot hoznak. Sokféle színben léteznek, de érzékenyek a kártevőkre. Ezekhez tartoznak a vágott rózsák is, melyeket szabadföldön és üveg alatt egyaránt termesztenek.
A polyantha és polyantha hibrid fajtatípusok alacsony vagy középmagas növekedésűek (40–100 cm). Virágaikat sokvirágú, lapos bugavirágzatokban hozzák. Az egyes virágok viszonylag kicsik és nem mindig illatosak. Rózsaágyak kialakítására használhatók az intenzív színhatásuk maiatt, ezért virágágyi rózsáknak is nevezik.
A floribunda és a floribunda grandiflora átmenetet képeznek a polyantha-hibridek és a teahibridek között. Virágaik nagyobbak, mint a polyantháké, de többesével, bugákban nyílnak. Az egyik legszebb floribunda a Rosa 'Iceberg' (syn. R. 'Schneewittchen').

### Kúszó rózsák
Virágaik többnyire teltek, a nyár folyamán egyszer vagy többször nyílnak. Általában a folytonvirágzók igényesebbek az egyszer nyílóknál. Önálló kapaszkodásra nem képesek, ezért csak támberendezésre (pergolák, virágágyak, gúlák) futtathatók, de úgy is kötözést igényelnek.
A kúszórózsákon belül külön csoportot képeznek az ún. climbing változatok. Ezek rügymutáció útján keletkeztek más fajtákból. Pl. a ’Climbing Peace’ a ’Peace’ teahibrid rózsából keletkezett futórózsa. A valódi kúszórózsák merev, vastag vesszőihez képest ezek vesszői vékonyak, lehajlók.

### Miniatűr és patio rózsák (babarózsák)

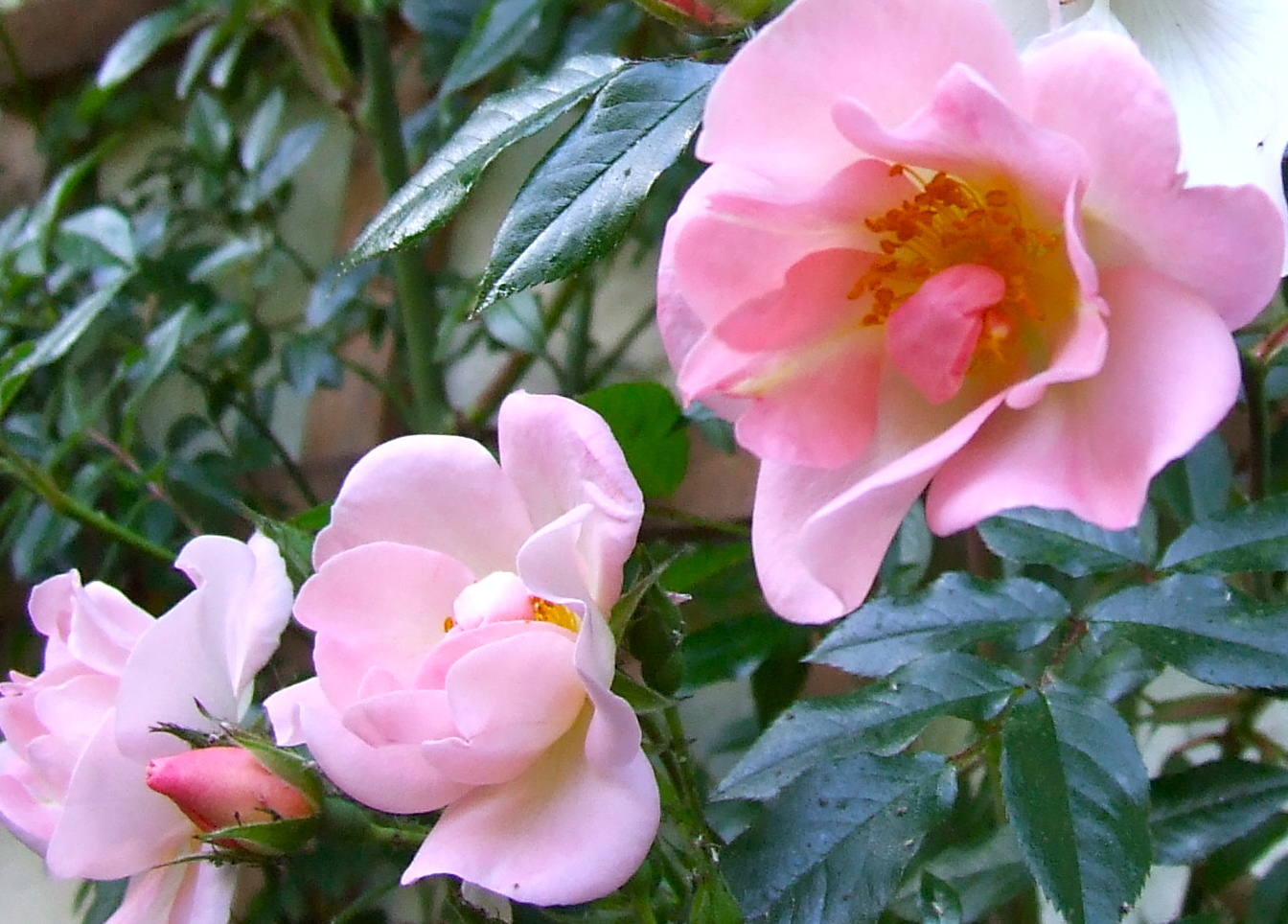
Futó patio fajta 'Open Arms' (1995)

Közös tulajdonságuk a törpe termet (max. 30–40 cm), a gyenge növekedés, finom ág-és levélrendszer és a sok apró, egyszerű vagy féligtelt virág.
A miniatűr rózsákat zölddugványról szaporítva többnyire cserepes dísznövényként forgalmazzák (szobában tartva nem túl hosszú életűek, erkélyen vagy virágládában télen kis takarással és elég vastag földlabdával tovább élhetnek).
A patio fajokat az 1970-es években kezdték nemesíteni apró kertekbe és balkonládába való ültetési céllal. Ezekhez a fajtákhoz a nemesítéséhez nagyobb növésű minirózsákat és kis növésű floribundákat használtak fel. A két csoport nem különíthető el élesen egymástól. Léteznek patio futórózsák is pl. a dán Poulson cég által előállított fajták.

### Talajtakaró rózsák

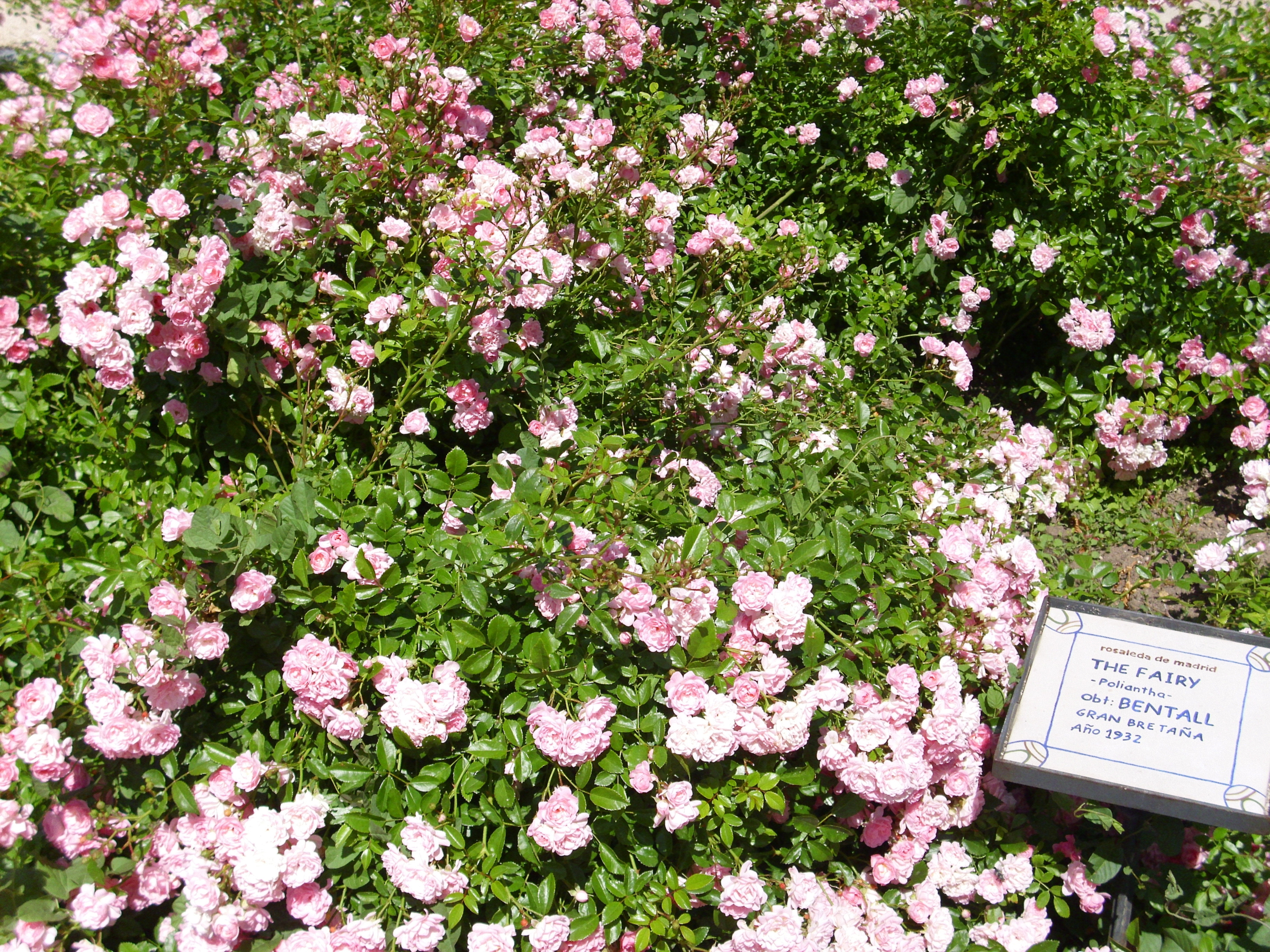
R. 'The Fairy' talajtakaró rózsa

Ezen fajták vesszői a talajon sűrűn terülnek szét, az alacsony bokorrózsákat is időnként nevezik így. Vegyes származású és virágzási jellegű fajták, melyek közös tulajdonsága, hogy viszonylag edzettek (általában nem kell permetezni és takarni) és alacsony (50–100 cm), de erőteljes növekedésűek. Ide tartoznak régi R. rugosa fajták, illetve kifejezetten erre a célra nemesített fajták.

## Szaporítás
Az alapfajokat magról szaporítják, a terjedő tövűeket tőosztással, a nemes rózsákat szemzik: vad fajokra, illetve tüskétlen alanyfajtákra; vagy zölddugványozzák.

## Metszés
A legtöbb rózsát tavasszal kell metszeni, még a vöröses kis hajtások megjelenése előtt. Az elszáradt, gyenge töveket mindenképpen le kell vágni. A befelé forduló új ágakat is érdemes lemetszeni, hogy a belső tövektől ne zárják el a napfényt, a feltűnően vékony, sokszorosan elágazó töveket is érdemes megmetszeni, mert ezek satnya virágokat hoznának. 45 fokos szögben ejtsük meg a vágást,fentről lefelé, majd fehér ragasztóval fedjük be a sebet, hogy a kórokozók ne menjenek be. A metszést éles késsel, ollóval végezzük, érdemes kesztyűt húzni hozzá. 

## Kártevők és betegségek
A leveleket károsítók:
- rózsalisztharmat (Sphaerotheca pannosa var. rosae)
- diplokarponos levélfoltosság (Diplocarpon rosae)
- rózsarozsda (Phragmidium mucronatum)
- rózsapajzstetű (Aulacaspis rosae)
- közönséges kagylóspajzstetű (Lepidosaphes ulmi)
- kaliforniai pajzstetű (Quadraspidiotus perniciosus)
- kétfoltos takácsatka (Tetranychus urticae)
- rózsaszabóméh (Megachile centuncularis)

A hajtáscsúcsot és a bimbókat károsítja a zöld rózsalevéltetű (Macrosiphon rosae).
A károsított növény zöld részein megfigyelhető a rózsagubacs darázs (Diplolepis rosae) borzas gubacsa.

## Képgaléria

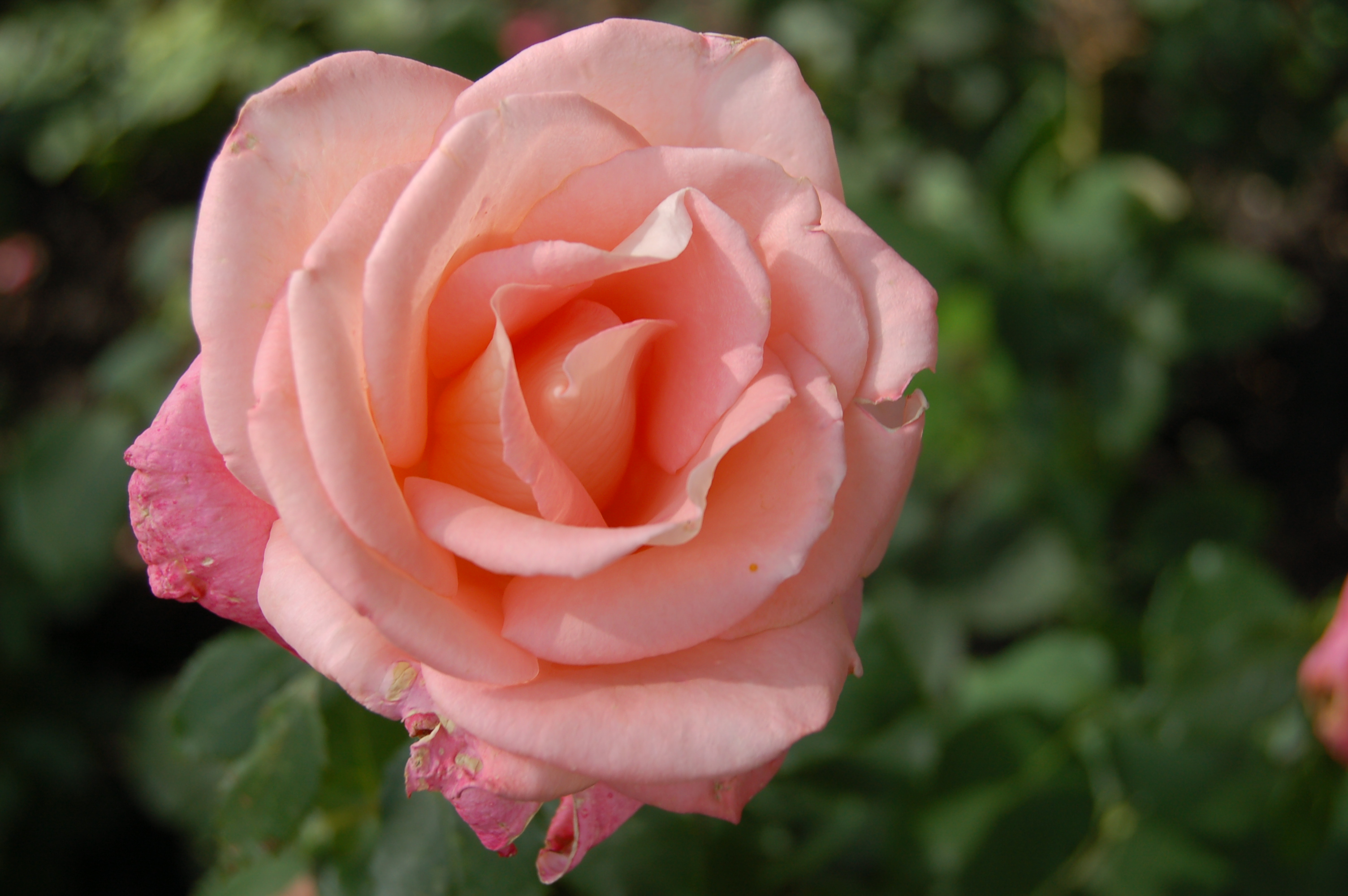
Teahibrid rózsa 'Madona'
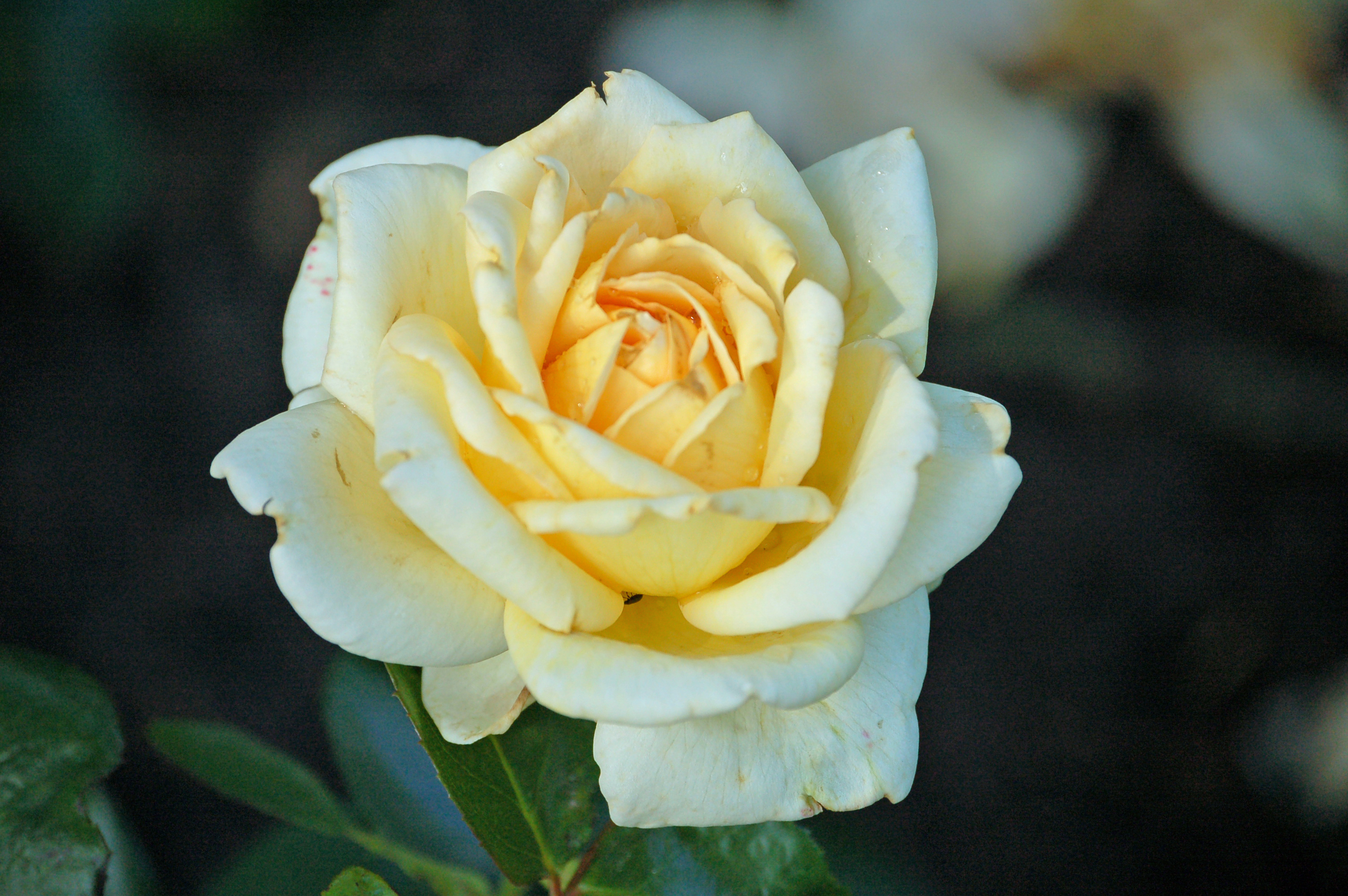
Teahibrid rózsa 'Ambiente'
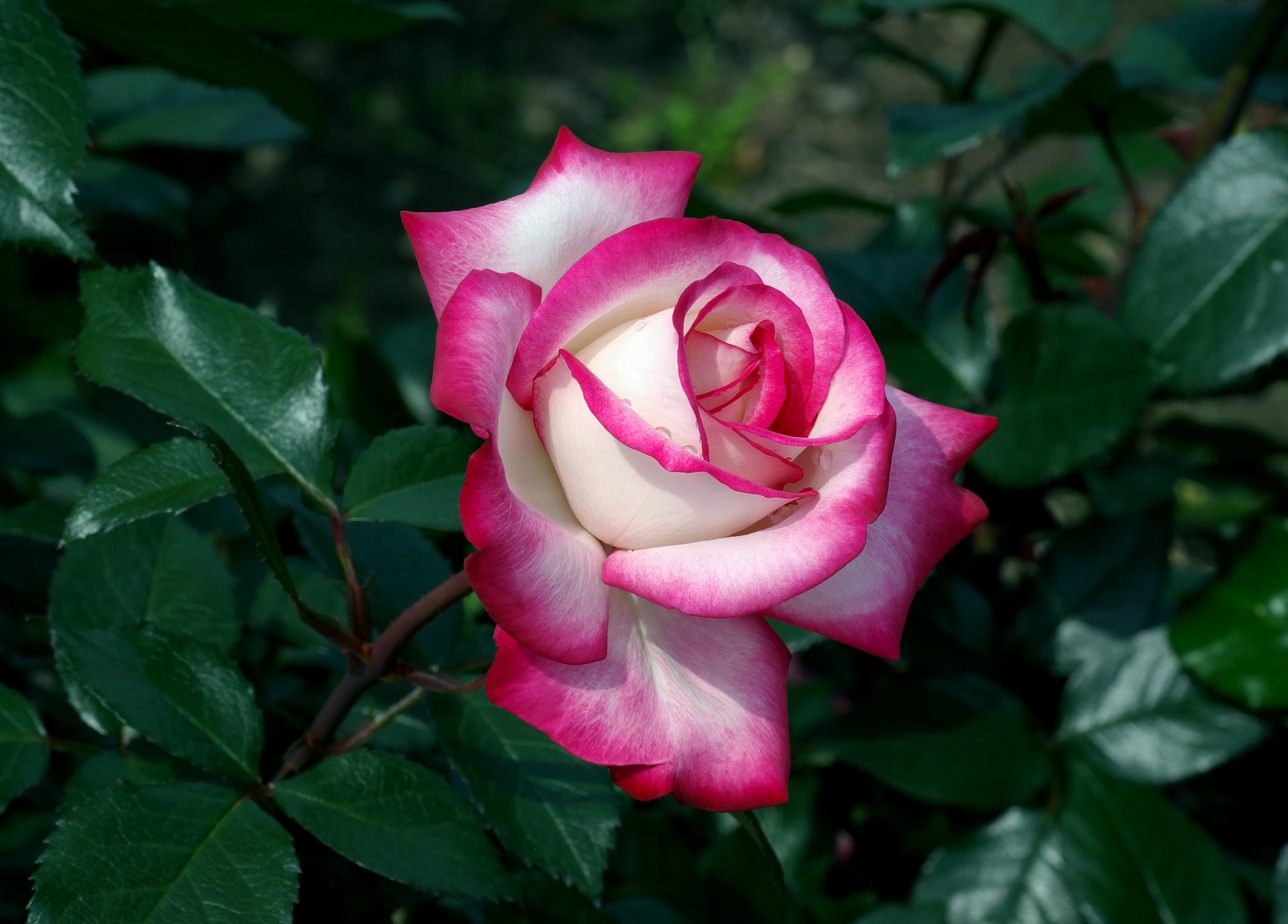
Teahibrid rózsa

## Kultúra

### Szimbolika

#### A rózsa a művészetekben
Szapphó a virágok királynőjének nevezte. Azóta is számos költői, illetve drámai mű központi szimbóluma.
Fehér, illetve piros rózsa szerepelt a York-ház, illetve a Lancaster-ház címerében, így e két uralkodóház viszálya a rózsák háborúja (1455–1485) néven vonult be az angol történelembe és William Shakespeare királydrámáinak köszönhetően a világirodalomba is.
Goethe: Pusztai rózsa című versét Schubert zenésítette meg, Heine: A rózsa, a liliom című költeménye pedig Schumann: A költő szerelme című dalciklusának 3. tétele.
A rózsa és a Rózsafüzér
A rózsa a Rózsafüzér szimbolikus eleme, egy katolikus odaadás, amelyhez társul nagy kegyelmekben kapcsolódik. [1]

### Idézetek
Rózsaszál sarjad Iluska sírján Kacsóh Pongrác-Bakonyi Károly-Heltai Jenő: János vitéz című operettjében:
„Fekszik a csöndes temetőben,

Szemét lezárta a halál,

Az ő szerelme ez a rózsa,

E rózsa, rózsa, rózsaszál!”
(Bagó dala)

## Illat
A rózsaillat javítja a memóriát
Az eredményesebb tanulást segíti, ha az ember rózsát szagolgat, de nemcsak ébren, hanem álmában is – olvasható a Science című amerikai tudományos folyóiratban.
Német kutatók mutatták ki, hogy bizonyos illatok képesek reaktiválni az újonnan tanultakat, miközben a kísérleti alanyok alszanak, és a kísérleti személyek később is jobban emlékeznek a tanultakra.
Kimutatták, hogy a memorizált információk alvás közben rögzülnek, az illatok vagy esetleg más stimulánsok tovább erősítik a tanulási képességet.
A 74 kísérleti alanynak egyebek között csak egyszer felfedett kártyapárokat kellett megjegyeznie, és eközben rózsaillatot éreztek. Aztán lefeküdtek aludni, ám mágneses rezonanciás vizsgálatot is végrehajtottak rajtuk: agyuk alvás közbeni tevékenységét vizsgálták, több ízben is ugyanazzal a rózsaillattal serkentették agyukat.
A rózsaillatos éjszaka után az emberek a kártyapárok 97,2 százalékára emlékeztek, ám ha nem érezhettek rózsaillatot alvás közben, csupán 86 százalékos volt az eredmény. A vizsgálat során az is kiderült, hogy az alvás közben érzékelt rózsaillat az agynak azt a részét (hippocampus) aktiválta, amely a tanulással áll összefüggésben. Nem volt közömbös, hogy az alvás mely szakaszában hajtották végre a vizsgálatot.[forrás?]

## Néhány neves rózsatermesztő
- Márk Gergely (1923–2012)[8]
- David Charles Henshaw Austin (1926), a hagyományos és modern rózsák keresztezésével nemesítette ki az Austen-rózsákat, más néven angol rózsákat, amelyek illatosak és folytonvirágzók.[9]
- Dines Poulsen, az ő nevéhez fűződik az első floribunda rózsa, a Rosa 'Rödhätte' (1912)[10][11]
- Geschwind Rudolf (1829–1910)

## További felhasználása
Már a rómaiak is számos gyógyszert és édességet készítettek a rózsákból, és használták illóolaját is. A középkorban a török udvarban valóságos kultusza alakult ki: gyűjtötték, nemesítették és fogyasztották. A megfelelő fajtájú rózsákból rózsaolajat, rózsavizet, zselét, sörbetet és dulcsászát (mézes édességet) készítettek.
A rózsa fondant krém (csokoládéval bevont rózsa ízesítésű fondant, gyakran kandírozott rózsaszirmokkal díszítve) hagyományos angol cukrászkészítmény ami számos gyártótól elérhető az Egyesült Királyságban.
A rózsák mérete, illata, íze igen változatos. A régi nemesítések (Rosa rugosa) virágai ízesebbek. Ízük lehet parfümös, emlékeztethet a zöld almáéra és szamócáéra. Amikor a szirmokat szedjük, távolítsuk el az alsó, fehéres részt! Édességeket, desszerteket, salátákat ízesíthetünk velük. A kandírozott rózsasziromhoz bármilyen illatos és főként permetezetlen rózsafajta megfelelő. A szirmokat egyenként ecseteljük be egy tojás nem habosra összekevert fehérjével, majd hintsük be porcukorral, és végül hagyjuk száradni.
Japán kávékülönlegesség a shiroibara: a kávé tetejére ehető, apróra tördelt fehér és piros rózsaszirmot szórnak.

## Érdekességek
Az örök rózsa úgy készül, hogy egy különleges eljárás során a rózsát tartósítják és egy búra alá helyezik, amelynek következtében a virág nem válik művirággá, de évekig megőrzi szépségét.
A Csongrád-Csanád vármegyei Szőreg településen nyaranta megrendezik az úgynevezett rózsaünnepet (régebben rózsafesztivált).